# Karakaline terme
Karakaline terme (tal. Terme di Caracalla) je naziv za kompleks javnih kupki ili termi u Rimu, koje su sagrađene između 212. i 216. godine za vrijeme vladavine cara Karakale po kojemu su dobile ime. Površina kompleksa je iznosila oko 25 hektara, a sama zgrada je bila duga 228 m, široka 116 i visoka 38,5 m, te mogla istovremeno primati 1.600 kupača. Osim kupanja, posjetiocima su na raspolaganju bile i dvije javne knjižnice, jedna s latinskim, druga s grčkim tekstovima. 
Sastojale su se od frigidarija (frigidarium, tj. hladna prostorija) veličine 55,7 x 24 m, ispod bačvastog svoda visine 32,9 m, te dvostrukog bazena tepidarija (tepidarium, topla prostorija) i kružnog kaldarija (caldarium, vruća prostorija) promjera 35 m, kao i dvije dvorane za tjelovježbu (palaestras). Prostorije su organizirane u dvije osi sa sjecištem u frigidariumu. Iznutra je, kao i kod rimskih bazilika, svjetlost ulazila kroz prozore gornje galerije i osvjetljavala bogate uzorke šarenog mramora, stakla, oslikanih dekoracija i mozaika koji su se zrcalili na površini vode. Na sjevernoj strani kompleksa su bila dva otvorena bazena za plivanje (natatio) koji su grijani sunčevom energijom pomoću dva divovska brončana ogledala. Cijeli kompleks je bio ograđene zidinama u kojima su bile smještene prodavaonice, dok su knjižnice smještene u eksedre na istoku i zapadu. Voda za kompleks je doopremana Marcijanovim akveduktom na južnoj strani obzida, a cijeli kompleks je bio uzdignut na 6 m visoku platformu kako bi se unutra smjestile peći za podno grijanje.
Terme su u upotrebi ostale sve do 6. stoljeća kada su ih uništili Ostrogoti tijekom Gotskog rata u 6. st. Ruševine su, međutim, dugo vremena ostale kao značajna rimska znamenitost i po njima su oblikovane mnoge klasicističke građevine kao što su St George's Hall u Liverpoolu i Pennsylvania Station u New Yorku.
Za vrijeme Olimpijskih igara 1960. god. u njima su održana natjecanja u gimnastici, a danas se održavaju glazbeni koncerti.

## Vanjske poveznice
- ROME: Engineering an Empire na History Channel website (engl.)
- Karakaline terme virtualni obilazak panorame od 360° i fotografije ruševina

### Ostali projekti
|  | Zajednički poslužitelj ima još gradiva o temi Karakaline terme |